# Мухаммет Котаноглу
Мухаммет Нурі Котаноглу (тур. Muhammet Nuri Kotanoğlu; нар. 1 серпня 1993) — турецький борець вільного стилю, бронзовий призер чемпіонату Європи, срібний призер Кубку світу.

## Життєпис
У 2016 році став чемпіоном Європи серед молоді.

## Спортивні результати на міжнародних змаганнях

### Виступи на Чемпіонатах світу
| Змагання                        | Збірна    | Вагова категорія          | Місце |
| ------------------------------- | --------- | ------------------------- | ----- |
| Чемпіонат світу з боротьби 2019 | Туреччина | вільна боротьба, до 79 кг | 19    |

### Виступи на Чемпіонатах Європи
| Змагання                         | Збірна    | Вагова категорія          | Місце  |
| -------------------------------- | --------- | ------------------------- | ------ |
| Чемпіонат Європи з боротьби 2018 | Туреччина | вільна боротьба, до 79 кг | 5      |
| Чемпіонат Європи з боротьби 2019 | Туреччина | вільна боротьба, до 79 кг | Бронза |
| Чемпіонат Європи з боротьби 2021 | Туреччина | вільна боротьба, до 79 кг | 17     |

### Виступи на Кубках світу
| Змагання                    | Збірна    | Вагова категорія          | Місце  |
| --------------------------- | --------- | ------------------------- | ------ |
| Кубок світу з боротьби 2020 | Туреччина | вільна боротьба, до 79 кг | Срібло |

### Виступи на інших змаганнях
| Змагання                                            | Збірна    | Вагова категорія          | Місце  |
| --------------------------------------------------- | --------- | ------------------------- | ------ |
| Турнір Яшара Догу 2015                              | Туреччина | вільна боротьба, до 70 кг | 8      |
| Турнір Яшара Догу 2016                              | Туреччина | вільна боротьба, до 70 кг | 11     |
| Меморіал Вацлава Циолковського 2016                 | Туреччина | вільна боротьба, до 74 кг | 10     |
| Кубок Алроси 2016                                   | Туреччина | команда                   | 4      |
| Турнір Яшара Догу 2017                              | Туреччина | вільна боротьба, до 74 кг | 22     |
| Гран-прі «Іван Яригін» 2018                         | Туреччина | вільна боротьба, до 79 кг | 7      |
| Турнір Дана Колова — Николи Петрова 2018            | Туреччина | вільна боротьба, до 79 кг | 5      |
| Турнір Г. Картозія і В. Балавадзе 2018              | Туреччина | вільна боротьба, до 79 кг | 10     |
| Турнір Олександра Медведя 2018                      | Туреччина | вільна боротьба, до 79 кг | 11     |
| Клубний чемпіонат світу з боротьби 2018             | Туреччина | команда                   | Срібло |
| Кубок Тахті 2019                                    | Туреччина | вільна боротьба, до 79 кг | 10     |
| Турнір Дана Колова — Николи Петрова 2019            | Туреччина | вільна боротьба, до 79 кг | 5      |
| Турнір Яшара Догу 2019                              | Туреччина | вільна боротьба, до 79 кг | Бронза |
| Меморіал Вацлава Циолковського 2019                 | Туреччина | вільна боротьба, до 79 кг | 4      |
| Турнір Яшара Догу 2020                              | Туреччина | вільна боротьба, до 79 кг | Бронза |
| Меморіал Вацлава Циолковського 2020                 | Туреччина | вільна боротьба, до 79 кг | Бронза |
| Меморіал Маттео Пелліконе 2021                      | Туреччина | вільна боротьба, до 79 кг | Бронза |
| Турнір Яшара Догу 2021                              | Туреччина | вільна боротьба, до 79 кг | 5      |
| Турнір Яшара Догу, Вехбі Емре і Гаміта Каплана 2024 | Туреччина | вільна боротьба, до 79 кг | 10     |

### Виступи на змаганнях молодших вікових груп
| Змагання                                       | Збірна    | Вагова категорія          | Місце  |
| ---------------------------------------------- | --------- | ------------------------- | ------ |
| Чемпіонат Європи з боротьби серед кадетів 2010 | Туреччина | вільна боротьба, до 63 кг | 5      |
| Чемпіонат Європи з боротьби серед молоді 2016  | Туреччина | вільна боротьба, до 74 кг | Золото |